# Буланове
Була́нове — село в Україні, у Щербанівській сільській громаді Полтавського району Полтавської області. Населення становить 128 осіб.

## Географія
Село Буланове знаходиться на правому березі річки Ворскла, вище за течією на відстані 2 км розташоване село Квіткове, на протилежному березі — село Головач. Річка в цьому місці звивиста, утворює лимани, стариці та заболочені озера.

## Історія
Буланове відоме з 18 ст. входило до складу 2-га полтавська сотня Полтавського полку. Частина земель належала Полтавському Христовоздвиженському монастиреві, а з 1786 р. передана у відання казни.
За даними ревізії 1859 р. Буланове - село власницьке і казенне, де не було церкви. У Булановому на той час налічувалось 7 дворів, 20 жителів. З 2-ї половини 19 ст. Буланове входили до складу Полтавської волості Полтавського повіту. В 1910 р. у селі - 51 господарство, 31 жителів.
Радянська окупація розпочалася в січні 1918 р. У 1922 р. створений радгосп по вирощуванню саджанців фруктових дерев.  З 1926 р. при господарстві діяв цех по виготовленню вин. У тому ж році закладено великий розсадник. У 1931—1932 рр. посаджено понад 200 га саду, а в 1936 р. радгосп продав понад мільйон саджанців. З 1936 р. при радгоспі діяли курси садівників.
З 7 березня 1923 р. Буланове, які входили до складу Нижньомлинської сільради, були включені в Супрунівський район Полтавської округи. 30 вересня 1925 р. центр Супрунівського району із Супрунівки перенесено в Полтаву, і район став називатися Полтавським.
З 1926 р. в Булановому налічувалося 95 господарств 107 жителів. Під час нацистської окупації (18 вересня 1941—22 вересня 1943) у Булановому гітлерівцями були закатовані 2 поранених червоноармійця та 8 жителів села.
12 червня 2020 року, відповідно до розпорядження Кабінету Міністрів України № 721-р «Про визначення адміністративних центрів та затвердження територій територіальних громад Полтавської області», село увійшло до складу Щербанівської сільської громади.
19 липня 2020 року, в результаті адміністративно - територіальної реформи та ліквідації Полтавського району(1925-2020), село увійшло до складу новоутвореного Полтавського району.